# Drugi rząd Walerego Sławka
Drugi rząd Walerego Sławka – gabinet pod kierownictwem premiera Walerego Sławka, funkcjonujący w okresie od 5 grudnia 1930 do 26 maja 1931.
W czwartek 4 grudnia 1930 po godz. 17.00 Prezydent RP Ignacy Mościcki zatwierdził listę członków gabinetu przedłożoną przez desygnowanego na prezesa Rady Ministrów, pułkownika Walerego Sławka oraz podpisał dekrety nominacyjne.
W piątek 5 grudnia 1930 o godz. 13.00 w Zamku Królewskim w Warszawie, Prezydent RP Ignacy Mościcki przyjął przysięgę od członków nowego gabinetu. Tego samego dnia na pierwszym posiedzeniu rząd przyjął projekt budżetu na rok 1931/1932.
We wtorek 26 maja 1931 Prezydent RP Ignacy Mościcki przyjął dymisję całego rządu, zwolnił Walerego Sławka z urzędu prezesa Rady Ministrów wraz z całym gabinetem oraz powierzył premierowi i wszystkim ministrom dalsze kierownictwo spraw państwowych do czasu powołania nowego rządu.

## Skład rządu
- premier – pułkownik Walery Sławek - (Bezpartyjny Blok Współpracy z Rządem)
- wicepremier – pułkownik Bronisław Pieracki (BBWR)
- minister spraw wewnętrznych – generał brygady doktor Felicjan Składkowski
- minister spraw zagranicznych – August Zaleski
- minister spraw wojskowych – marszałek Polski Józef Piłsudski
- minister sprawiedliwości – Czesław Michałowski
- minister wyznań religijnych i oświecenia publicznego – doktor Sławomir Czerwiński
- minister skarbu – pułkownik Ignacy Matuszewski (BBWR)
- minister przemysłu i handlu – pułkownik Aleksander Prystor (BBWR)
- minister rolnictwa i dóbr państwowych – doktor Leon Janta-Połczyński (BBWR)
- minister reform rolnych – profesor doktor Leon Kozłowski (BBWR)
- minister robót publicznych – generał dywizji inżynier Mieczysław Norwid-Neugebauer
- minister pracy i opieki społecznej – generał brygady doktor Stefan Hubicki
- minister komunikacji – inżynier Alfons Kühn (BBWR)
- minister poczt i telegrafów – pułkownik inżynier Ignacy Boerner

Od 16 grudnia 1930 roku do 29 marca 1931 roku, w czasie urlopu wypoczynkowego Józefa Piłsudskiego, Ministerstwem Spraw Wojskowych kierował generał dywizji Daniel Konarzewski.